# Władimir Kabanow
Władimir Jegorowicz Kabanow (ros. Владимир Егорович Кабанов, ur. 22 sierpnia 1918 we wsi Bolszaja Żurawka w powiecie bałaszowskim w guberni saratowskiej, zm. 17 sierpnia 1977 w Krasnodarze) – radziecki lotnik wojskowy, major lotnictwa, Bohater Związku Radzieckiego (1945).

## Życiorys
Do 1936 skończył 7 klas szkoły w obwodzie woroneskim, później pracował w zakładach aluminium w Zaporożu. Od listopada 1939 służył w armii, do kwietnia 1940 był żołnierzem kursów doskonalenia kadry dowódczej Sił Powietrznych w Lipiecku, później uczył się w wojskowej lotniczej szkole pilotów w Korosteniu, a od kwietnia do września 1940 w Michajłowskiej Lotniczej Szkole Pilotów. We wrześniu 1941 ukończył wojskową szkołę lotniczą w Woroszyłowgradzie (obecnie Ługańsk), w styczniu 1943 wojskową szkołę lotniczą w Krasnodarze, a w lipcu 1943 lotnicze kursy nawigatorów Sił Powietrznych Frontu Zakaukaskiego. Od lipca do października 1943 był lotnikiem 6 samodzielnego pułku lotniczego 4 Armii Powietrznej Frontu Północno-Kaukaskiego, od października 1943 uczestniczył w wojnie z Niemcami kolejno jako lotnik, starszy lotnik i dowódca klucza 7 gwardyjskiego pułku lotnictwa szturmowego. Walczył na Froncie Północno-Kaukaskim (od października do listopada 1943), w składzie Samodzielnej Armii Nadmorskiej (od listopada 1943 do kwietnia 1944), na 4 Froncie Ukraińskim (od kwietnia do maja 1944) i 2 Białoruskim (od maja 1944 do maja 1945). Brał udział w operacji kerczeńsko-eltigeńskiej, krymskiej, mohylewskiej, białostockiej, osowieckiej, pomorskiej i berlińskiej (w składzie 230 Dywizji Lotnictwa Szturmowego 4 Armii Powietrznej). 14 listopada 1943 został ranny w nogę. Wykonał ponad 120 lotów bojowych samolotem Ił-2, atakując siłę żywą i technikę wroga. Podczas wojny dosłużył się stopnia porucznika. Po wojnie do marca 1949 był dowódcą klucza w pułkach lotnictwa szturmowego w Północnej Grupie Wojsk stacjonującej w Polsce. W grudniu 1949 ukończył wyższą oficerską szkołę nawigatorów Sił Powietrznych w Krasnodarze, później służył w Białoruskim Okręgu Wojskowym jako dowódca klucza, następnie w Zabajkalskim, Nadmorskim i Dalekowschodnim Okręgu Wojskowym (m.in. na lotnisku Ukrainka w obwodzie amurskim). Od stycznia do listopada 1956 był nawigatorem operatorem punktu dowódczego 2 centralnych taktycznych lotniczych kursów doskonalenia kadry dowódczej Sił Powietrznych w Nowoczerkasku, później nawigatorem operatorem punktu dowódczego i oficerem centralnych kursów doskonalenia nawigatorów Sił Powietrznych w Krasnodarze, w maju 1958 został zwolniony do rezerwy w stopniu majora.

## Odznaczenia
- Złota Gwiazda Bohatera Związku Radzieckiego (23 lutego 1945)
- Order Lenina (23 lutego 1945)
- Order Czerwonego Sztandaru (dwukrotnie, 20 lipca 1944 i 20 września 1944)
- Order Wojny Ojczyźnianej I klasy (15 czerwca 1944)
- Order Czerwonej Gwiazdy (30 stycznia 1944)
- Medal „Za zasługi bojowe” (15 listopada 1950)
- Medal jubileuszowy „W upamiętnieniu 100-lecia urodzin Władimira Iljicza Lenina”
- Medal „Za obronę Kaukazu”
- Medal „Za wyzwolenie Warszawy”
- Medal „Za zwycięstwo nad Niemcami w Wielkiej Wojnie Ojczyźnianej 1941–1945”
- Medal „Weteran pracy”
- Medal „Za zdobycie Królewca”
- Medal jubileuszowy „Dwudziestolecia zwycięstwa w Wielkiej Wojnie Ojczyźnianej 1941–1945”
- Medal jubileuszowy „Trzydziestolecia zwycięstwa w Wielkiej Wojnie Ojczyźnianej 1941–1945”
- Medal jubileuszowy „40 lat Sił Zbrojnych ZSRR”
- Medal jubileuszowy „50 lat Sił Zbrojnych ZSRR”